# Made in Love
Albums de Zazie
Zen
(1995) Made in Live
(1999)
Singles
1. Tous des anges
Sortie : 5 mai 1998
2. Ça fait mal et ça fait rien
Sortie : 6 août 1998
3. Tout le monde
Sortie : 2 décembre 1998
4. Chanson d'ami
Sortie : 1999
5. Made in love
Sortie : 1999

Made in Love est le troisième album de Zazie sorti le 11 mai 1998.
Il est produit par Ali Staton, Pierre Jaconelli et Zazie et s’écoule à 400 000 exemplaires[réf. nécessaire].
L’album devait sortir le 5 mai mais la sortie a été repoussée de quelques jours pour éviter de sortir en même temps que le live de Pascal Obispo.
Ce dernier ne signe ici aucun titre, mais avait néanmoins travaillé sur une chanson, Amazone, qui ne fut finalement pas retenue.
L'album est sorti sous différentes éditions : une édition classique, une édition digipack et une édition de luxe, comprenant l'album classique et un album promo, le tout dans un grand coffret.
L'album sort également au Japon.

## Chansons
Toutes les chansons sont écrites et composées par Zazie sauf Chanson d’ami (composée par Phil Baron).
| No  | Titre                           | Durée |
| --- | ------------------------------- | ----- |
| 1.  | Tous des anges                  | 5:28  |
| 2.  | Ça fait mal et ça fait rien     | 4:30  |
| 3.  | Femmes tefales                  | 4:03  |
| 4.  | Made in love                    | 3:49  |
| 5.  | Cyber                           | 4:19  |
| 6.  | La Preuve par trois             | 5:26  |
| 7.  | Tout le monde                   | 4:06  |
| 8.  | Autant de peine que de toi      | 4:41  |
| 9.  | La vie devant moi               | 4:14  |
| 10. | Sous le voile                   | 4:30  |
| 11. | Stop                            | 4:09  |
| 12. | Chanson d’ami                   | 4:40  |
| 13. | Tout le monde (Replicant Remix) | 4:45  |

## Singles
- Tous des anges - 1998 (no 87 France)
- Ça fait mal et ça fait rien - 1998 (no 75 France) (la vidéo de ce single fut censurée par le C.S.A. pour violence)
- Tout le monde - 1998 (no 23 France)
- Chanson d’ami - 1999
- Made in love - 1999